# Горигляды
Горигляды (укр. Горигляди) — село в Коропецкой поселковой общине Чортковского района Тернопольской области Украины.
До 2020 года входило в Монастырисский район.
Население по переписи 2001 года составляло 1220 человек. Почтовый индекс — 48372. Телефонный код — 3555.

## Известные уроженцы
- Дворский, Иван Иванович — Герой Советского Союза.